# Антун Бибер
Антун Бибер — Техек (Подтурен, код Чаковца, 13. април 1910 — Загреб, 13. децембар 1995) био је учесник Народноослободилачке борбе, друштвено-политички радник СФР Југославије и СР Хрватске, јунак социјалистичког рада и народни херој Југославије.

## Биографија
Рођен је 13. априла 1910. у Подтурену код Чаковца. По занимању је био обућарски радник. У радничком покрету учествује од најраније младости. Још као петнаестогодишњи дечак дошао је из Подтурена у Чаковец, где је учио занат. Ту је ступио у чланство Уједињеног радничког савеза (УРС), где се истако својом политичком и друштвеном активности. Године 1930. долази у Загреб, где учествује у раду радничких синдиката и у низу штрајкова и демонстрација.
У чланство Комунистичку партију Југославије (КПЈ) примљен је 1939, а наредне 1940. постао је члан Првог рејонског комитета Комунистичке партије Хрватске у Загребу. После оснивања организације „Народна помоћ“ у јесен 1940, у Месном одбору Народне помоћи за Загреб налазио се и Антун Бибер. На својој новој партијској дужности, као члан Првог рејонског комитета, Антун Бибер се још више ангажује у борби радничке класе против режима. Тако је, приликом радничких демонстрација 7. септембра 1940. године, рањен у сукобу с полицијом. У марту 1941. изабран је за секретара Четвртог рејонског комитета и на том се положају налази до августа 1941. године.
После формирања квислиншке Независне Државе Хрватске 1941, Бибер дејствује и живи илегално у Загребу. У данима припрема за оружану борбу, Бибер руководи акцијама ударних диверзантских група, које су од првог дана постојања НДХ наносиле ударце непријатељу у самом Загребу. Тако је Антун Бибер био један од организатора једне од најуспешнијих акција загребачких комуниста, диверзије на Главној пошти у Јуришићевој улици, 14. септембра 1941. године. У августу 1941. године, изабран је за организационог секретара Месног комитета Комунистичке партије Хрватске за Загреб. Истовремено је ушао и у Покрајински одбор Народне помоћи за Хрватску.
Крајем јануара 1942. године, Антун Бибер наишао је на полицијску заседу у стану у Јуришићевој улици у којем је илегално боравио. Успео је да убије једног, а ранио је двојицу агената. У пометњи која је настала међу агентима, успео је да се извуче и нестане.
Пошто је био политички компромитован, Антун Бибер није могао да настави рад у Загребу, те у фебруару 1942. године одлази на ослобођену територију у Славонију. Одмах после доласка изабран је за политичког секретара Окружног комитета Бјеловар и на тој дужности је остао до јуна 1942. године, када је изабран за политичког секретара Окружног комитета Вировитица. У фебруару 1943. године, Антун Бибер постаје секретар Обласног комитета Комунистичке партије Хрватске за Славонију, а у септембру 1943. изабран је за секретара Обласног комитета КПХ за Загребачку област и на тој се дужности налази све до марта 1945. године.
После ослобођења, Антун Бибер је вршио многе високе државне и партијске дужности. У периоду од 1946. до 1950. године био је организациони секретар Централног комитета Комунистичке партије Хрватске, а затим министар председник Комитета за угаљ у Влади ФНР Југославије, председник Савета за пољопривреду у Влади НР Хрватске, члан Извршног већа Сабора НР Хрватске, председник Главног одбора Социјалистичког савеза радног народа Хрватске и председник Контролне комисије Савеза комуниста Хрватске.
Истовремено је биран за члана Централног комитета СКХ и његовог Извршног комитета, а на Петом конгресу КПЈ биран је за члана Централног комитета Савеза комуниста Југославије. Налазио се на дужности потпредседника Савезног одбора СУБНОР-а Југославије, био је делегат у Већу народа Савезне народне скупштине и члан Савета федерације СФРЈ.
Умро је 13. децембра 1995. године у Загребу и сахрањен је на гробљу Мирогој.
Носилац је Партизанске споменице 1941. и других високих југословенских одликовања. Орденом народног хероја одликован је 27. новембра 1953. године.